# Liste der Abgeordneten zum Kärntner Landtag (24. Gesetzgebungsperiode)
Diese Liste der Abgeordneten zum Kärntner Landtag (24. Gesetzgebungsperiode) listet alle Abgeordneten zum Kärntner Landtag in der 24. Gesetzgebungsperiode auf. Die Gesetzgebungsperiode dauerte von der konstituierenden Sitzung des Landtags am 29. Oktober 1979 bis zur Angelobung des nachfolgenden Landtags in der 25. Gesetzgebungsperiode am 30. Oktober 1984.
Nach der Landtagswahl 1979 blieb die Mandatsverteilung wie bereits bei der Landtagswahl 1975 unverändert. Von den 36 Mandaten entfielen 20 Mandate auf die Sozialistische Partei Österreichs (SPÖ), die damit unverändert die absolute Mehrheit erzielte, zwölf Mandate auf die Österreichische Volkspartei (ÖVP) und vier Mandate und die Freiheitliche Partei Österreichs (FPÖ).
Der Landtag wählte am 29. Oktober 1979 die Landesregierung Wagner III.

## Funktionen

### Landtagspräsidenten
Die Ämter des Landtagspräsidenten und seiner beiden Stellvertreter wurde nach dem Wahlergebnis der Landtagswahl im Proporzsystem vergeben, wobei es das Amt des Ersten Landtagspräsidenten zunächst der bisherige Dritte Präsident Josef Guttenbrunner (SPÖ) übernahm. Hans Schumi (ÖVP), der bereits in der abgelaufenen Periode das Amt des Zweiten Präsidenten innegehabt hatte, wurde auch 1979 wieder in seinem Amt bestätigt, Josef Schantl wurde neu in das Amt des Dritten Präsidenten gewählt. Bei der Wahl der drei Landtagspräsidenten erhielten alle drei gewählten Kandidaten 32 gültige von insgesamt 36 Stimmen, jeweils vier Stimmen waren ungültig geblieben. Nachdem Guttenbrunner sein Amt am 31. Dezember 1982 niedergelegt hatte, wurde der bisherige Dritte Landtagspräsident Schantl am 10. Jänner 1983 zum neuen, Landtagspräsidenten gewählt. Zum Dritten Landtagspräsidenten rückte Josef Koschat nach. Dabei konnte Schantl 35 von 35 Stimmen auf sich vereinen, Koschat erhielt 33 gültige von insgesamt 35 abgegebenen Stimmen. Auch Schumi legte sein Amt vorzeitig nieder und schied mit dem 1. Juli 1983 aus dem Amt aus. Ihm folgte Leopold Uster (ÖVP) am 1. Juli 1983 als Zweiter Landtagspräsident nach, wobei er 33 gültige von insgesamt 35 abgegebenen Stimmen erhielt.

### Klubobleute
Die Abgeordneten der SPÖ bildeten nach der Landtagswahl den „Klub der Sozialistischen Landtagsabgeordneten Kärntens“ und wählten Josef Koschat zum neuen Klubobmann. Nachdem Koschat zum Dritten Landtagspräsidenten gewählt worden war, löste ihn Erwein Paska als Klubobmann ab. Klubobmann-Stellvertreter war während der gesamten Periode Konrad Manessinger. Die Mandatare der ÖVP schlossen sich zum „Klub der ÖVP-Abgeordneten im Kärntner Landtag“ zusammen und bestimmten Leopold Uster zum Klubobmann. Nach seiner Wahl zum Zweiten Präsidenten wurde Uster am 1. Juli 1983 von Nikolaus Lanner abgelöst. Klubobmann-Stellvertreter war Herbert Frey. Des Weiteren bildeten die FPÖ-Abgeordneten den „Klub der freiheitlichen Abgeordneten im Kärntner Landtag“. Sie wählten zunächst Erich Silla erneut zum neuen Klubobmann, der jedoch sein Amt am 6. Dezember 1982 zurücklegte. Ihm folgte Jörg Haider als Klubobmann nach. Klubobmann-Stellvertreter war zunächst jörg Freunschlag, der am 9. Dezember 1982 von Kriemhild Trattnig abgelöst wurde.

### Landtagsabgeordnete
Die Landtagsmandate wurden nach der Landtagswahl 1979 in vier Wahlkreis gebildet. Dies waren der Wahlkreis I (Klagenfurt und Klagenfurt-Land) mit neun Mandaten, der Wahlkreis II (Sankt Veit an der Glan, Völkermarkt, Wolfsberg) mit elf Mandaten, der Wahlkreis III (Villach, Villach) mit acht Mandaten und der Wahlkreis IV (Feldkirchen, Hermagor, Spittal an der Drau) mit acht Mandaten. Zur Vergabe von Restmandaten wurden die Wahlkreise I und II zudem zum Wahlkreisverband (WKV) Ost und die Wahlkreise III und IV zum Wahlkreisverband West zusammengeschlossen.
| Name                      | Fraktion | Wahlkreis | Anmerkungen                                                              |
| ------------------------- | -------- | --------- | ------------------------------------------------------------------------ |
| Altersberger Reinhilde    | ÖVP      | WKV Ost   | am 29. Oktober für Stefan Knafl angelobt                                 |
| Bacher Herbert            | ÖVP      | I         | Mandatsniederlegung nach Wahl in die Landesregierung am 29. Oktober 1979 |
| Baurecht Karl             | ÖVP      | I         | bis 1. Juli 1983                                                         |
| Behmer Dieter             | SPÖ      | IV        |                                                                          |
| Ferrari-Brunnenfeld Mario | FPÖ      | I         | Mandatsniederlegung nach Wahl in die Landesregierung am 29. Oktober 1979 |
| Freunschlag Jörg          | FPÖ      | IV        |                                                                          |
| Frey Herbert              | ÖVP      | III       |                                                                          |
| Frühbauer Erwin           | SPÖ      | III       | Mandatsniederlegung nach Wahl in die Landesregierung am 29. Oktober 1979 |
| Gallob Rudolf             | SPÖ      | II        | Mandatsniederlegung nach Wahl in die Landesregierung am 29. Oktober 1979 |
| Gasser Hans               | ÖVP      | IV        | ab 1. Juli 1983 für Hans Schumi                                          |
| Guttenbrunner Josef       | SPÖ      | WKV West  | bis 31. Dezember 1982                                                    |
| Hausenblas Gerhard        | SPÖ      | II        | am 29. Oktober für Franz Tratter angelobt                                |
| Hofer Herwig              | ÖVP      | II        |                                                                          |
| Kampl Siegfried           | FPÖ      | II        | ab 16. Dezember 1982 für Erich Silla                                     |
| Knafl Stefan              | ÖVP      | WKV Ost   | Mandatsniederlegung nach Wahl in die Landesregierung am 29. Oktober 1979 |
| Koffler Karl              | ÖVP      | III       |                                                                          |
| Kofler Otto               | SPÖ      | III       |                                                                          |
| Koschat Josef             | SPÖ      | II        | am 29. Oktober für Karl Baurecht angelobt                                |
| Lanner Nikolaus           | ÖVP      | I         | ab 1. Juli 1983                                                          |
| Leikam Anton              | SPÖ      | II        |                                                                          |
| Leitner Fritz             | SPÖ      | WKV West  | ab 10. Jänner 1983 für Josef Guttenbrunner                               |
| Manessinger Konrad        | SPÖ      | III       |                                                                          |
| Mischitz Gertrude         | SPÖ      | I         |                                                                          |
| Mölschl Josef             | ÖVP      | IV        |                                                                          |
| Moik Hannes               | ÖVP      | I         |                                                                          |
| Paska Erwein              | SPÖ      | I         |                                                                          |
| Penz Siegfried            | SPÖ      | II        |                                                                          |
| Pfeifer Josef             | SPÖ      | II        |                                                                          |
| Poleßnig Josef            | SPÖ      | II        | am 29. Oktober für Rudolf Gallob angelobt                                |
| Polster Hubert            | ÖVP      | II        |                                                                          |
| Prettner Franz            | SPÖ      | III       | am 29. Oktober für Erwin Frühbauer angelobt                              |
| Quantschig Josef          | SPÖ      | I         |                                                                          |
| Rauscher Max              | SPÖ      | IV        | bis 17. Dezember 1982                                                    |
| Sandrisser Josef          | SPÖ      | IV        | ab 17. Dezember 1982 für Max Rauscher                                    |
| Schantl Josef             | SPÖ      | I         |                                                                          |
| Schatzmayr Helmut         | SPÖ      | IV        |                                                                          |
| Schiffrer Rupert          | FPÖ      | I         | am 29. Oktober für Mario Ferrari-Brunnenfeld angelobt                    |
| Schumi Hans               | ÖVP      | IV        | bis 1. Juli 1983                                                         |
| Silla Erich               | FPÖ      | II        | bis 6. Dezember 1982                                                     |
| Thullmann Dorothea        | SPÖ      | I         | am 29. Oktober für Leopold Wagner angelobt                               |
| Tratter Franz             | SPÖ      | II        | Mandatsverzicht am 29. Oktober 1979 nach der Wahl in den Bundesrat       |
| Trattnig Kriemhild        | FPÖ      | III       | WKV West                                                                 |
| Unterrieder Adam          | SPÖ      | IV        |                                                                          |
| Uster Leopold             | ÖVP      | II        |                                                                          |
| Wagner Leopold            | SPÖ      | I         | Mandatsniederlegung nach Wahl in die Landesregierung am 29. Oktober 1979 |
| Wernig Florian            | ÖVP      | I         | am 29. Oktober für Herbert Bacher angelobt                               |
| Wulz Karl                 | SPÖ      | III       |                                                                          |
| Wurmitzer Georg           | ÖVP      | IV        |                                                                          |

## Landtagsausschüsse
In der konstituierenden Sitzung des Landtags bildeten die Abgeordneten insgesamt neun Ausschüsse, die jeweils mit vier Vertretern der SPÖ, zwei Vertretern der ÖVP und einem Vertreter der FPÖ besetzt wurden.
Die zehn Ausschüsse waren:
- der „Rechts- und Verfassungsausschuß einschließlich Volksgruppenangelegenheiten“
- der „Schul-, Kultur., Jugend- und Sportausschuß“
- der „Ausschuß für Strukturpolitik, Raumordnung, Bau- und Siedlungswesen“
- der „Straßenbauausschuß“
- der „Finanz- und Gemeindeausschuß“
- der „Ausschuß für Gesundheits- und Sozialwesen“
- der „Land- und Forstwirtschaftsausschuß“
- der „Ausschuß für Tourismus und Gewerbe“
- der „Kontrollausschuß“